# Over Jerstal-Kredsen
Over Jerstal-Kredsen er navnet på en germansk kulturgruppe, som var dominerende i det nordlige Sønderjylland i ældre romersk jernalder (fra cirka 50 f.Kr. til ca. 200 e.Kr). Folkestammens navn kendes ikke, så området er opkaldt efter en større gravplads umiddelbart vest for den lille landsby Over Jerstal.
Karakteristisk for stammeområdet er lerkarrenes specielle form og ornamentik. Over Jerstal-kredsens grave bestod overvejende af brandgrave, men der findes også jordfæstegrave. Bebyggelsen bestod af flere landsbyer af forskellig størrelse samt større og mindre enkeltgårde. Det formodes, at stammen var ledet af mindst seks storfamilier.
Med jydernes ekspansion mod syd samt anglernes ekspansion mod nord blev stammeområdet mindre og blev omkring året 200 helt opslugt af nabostammerne. Over Jerstal-kredsen indgik derefter i den såkaldte jyske sydgruppe. Sydgruppen kom efterhånden til at omfatte området fra Randers Fjord og Limfjorden i nord ned til Olgerdiget og Vidåen i syd. Over Jerstal-Kredsen udgør sammen med jyderne, anglerne og ambronerne en af de germanske stammegrupper i jernalderens Sønderjylland/Slesvig.

## Ekstern henvisning
- Museum Sønderjylland: Udviklingen for jernalderbebyggelsen på Hjemsted Banke ved Skærbæk (Webside ikke længere tilgængelig)